# Heil dir im Siegerkranz

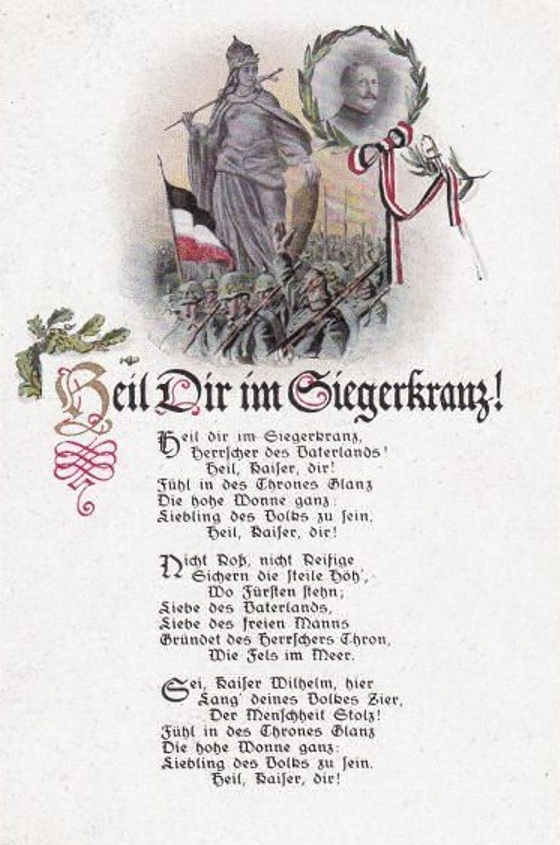
Paroles du chant

Le chant Heil dir im Siegerkranz (« Salut à toi dans la couronne du vainqueur » en français), était de 1795 à 1871 un hymne populaire prussien. Après la création de l'Empire allemand en  1871, le chant est devenu l'hymne de l'Empereur.
Le texte avait été écrit par Heinrich Harries le 27 janvier 1790 sur la musique du God Save the King, référence nécessaire (elle-même tirée d'une musique composée par Jean-Baptiste Lully pour un hymne fêtant le rétablissement de Louis XIV). La composition de Harries est destinée à fêter l'anniversaire de Christian VII, roi du Danemark. En 1793, Balthasar Gerhard Schumacher modifie le texte en l'honneur du roi de Prusse Frédéric-Guillaume II. Le chant gagne en popularité lorsqu'il est interprété en présence du Roi au Théâtre national de Berlin. Au cours du XIXe siècle, il fait partie d'une multitude de chants en l'honneur des souverains des duchés et royaumes allemands comme le Grand-duché de Hesse ou le Royaume de Bavière, toujours sur la même musique de God Save the Queen. On l’entendait à l’occasion de manifestations patriotiques liées à l’Empereur, comme l’anniversaire de son avènement et les anniversaires de naissance et de mort, et encore de façon habituelle à des occasions comme le Sedantag et les cérémonies qui rappelaient la fondation de l’Empire. Il ne s’agissait pas d’un hymne national au sens actuel du terme, du fait surtout de la structure fédérale de l’Empire allemand. C’était plutôt l’un des nombreux chants non officiels ou semi-officiels qu’on entendait en des occasions de ce genre, comme la Wacht am Rhein. Les États du Sud de l’Allemagne, en particulier, restaient réservés à l’égard de ce chant.

## Paroles et traduction
| allemand(de) | français |
| --- | --- |

Armoiries de l'empire allemand à la fin du XIXe siècle

| Heil dir im Siegerkranz, Herrscher des Vaterlands! Heil, Kaiser, dir! Fühl in des Thrones Glanz die hohe Wonne ganz, Liebling des Volks zu sein! Heil Kaiser, dir! Nicht Ross, nicht Reisige sichern die steile Höh, wo Fürsten stehn. Liebe des Vaterlands, Liebe des freien Manns gründen den Herrscherthron wie Fels im Meer. Heilige Flamme, glüh, glüh und erlösche nie fürs Vaterland! Wir alle stehen dann mutig für einen Mann, kämpfen und bluten gern für Thron und Reich! Handel und Wissenschaft heben mit Mut und Kraft ihr Haupt empor. Krieger- und Heldentat finden ihr Lorbeerblatt treu aufgehoben dort, an deinem Thron. Dauernder stets zu blühn, weh unsre Flagge kühn auf hoher See, wie auch so stolz und hehr wirft über Land und Meer weithin der deutsche Aar flammenden Blick! Sei, Kaiser Wilhelm, hier lang deines Volkes Zier, der Menschheit Stolz! Fühl in des Thrones Glanz die hohe Wonne ganz, Liebling des Volkes zu sein! Heil, Kaiser, dir! | Salut à toi dans la couronne de victoire, ô souverain de la patrie ! Salut à toi, ô Empereur ! Éprouve dans la brillance du trône le haut délice en totalité d’être le favori du peuple ! Salut à toi, ô Empereur ! Ni chevaux, ni brindilles ne sauvegardent la raide hauteur où les monarques sont situés. L’amour de la patrie, l’amour de l’homme libre fondent le trône du souverain comme un roc dans la mer. Flamme sacrée, brasille, brasille et n’éteins jamais pour la patrie ! Nous nous mettrons donc tous debout courageux, pour un seul homme, lutterons et saignerons volontiers pour le trône et l’empire ! Le commerce et les sciences avec courage et force se lèvent en haut. Les actes des guerriers et des héros y trouvent leurs lauriers fidèlement conservés, à ton trône. Qu’au nom d’une fleuraison durante, notre pavillon flotte hardiment en haute mer, autant que fière et sublimement au-dessus des pays et des mers l’aigle allemand jette au loin son regard enflammé ! Sois ici, ô Empereur Guillaume, très longtemps la parure de ton peuple, la fierté de l’humanité ! Éprouve dans la brillance du trône le haut délice en totalité d’être le favori du peuple ! Salut à toi, ô Empereur ! |